# William Payne (peintre)
Pour les articles homonymes, voir William Payne.
William Payne (Exeter, 4 mars 1760 – Londres, août 1830) est un peintre et un graveur anglais qui a inventé la teinte gris de Payne.

## Biographie
Payne a mis au point des techniques qui ont grandement enrichi l'art de l'aquarelle, notamment pour capturer la lumière du soleil et les effets atmosphériques. Son style, non seulement innovant et efficace, était aussi relativement facile à maîtriser, ce qui fit de lui rapidement le professeur de dessin le plus prisé de Londres.
Parmi les innovations qui lui sont attribuées figurent la technique de « division du pinceau » pour créer des formes de feuillage, l'estompage des couleurs pour apporter de la texture aux premiers plans, et l'effacement des zones lumineuses en mouillant la surface et en frottant avec du pain et un chiffon. Il abandonna également l'utilisation du contour à la plume, mais l'invention pour laquelle il est le plus connu est une teinte neutre composée d'indigo, de terre de Sienne brute et de laque appelée gris de Payne. Ses méthodes étaient jugées délicates par les praticiens traditionnels de l'époque. Toutefois, il est indéniable qu'il a largement contribué au développement de la technique de l'aquarelle et qu'il a été l'un des premiers « dessinateurs » à délaisser la simple représentation topographique pour adopter une approche plus poétique du paysage.
En 1809, il fut élu membre associé de la Royal Watercolour Society, mais il la quitta après la réforme de la société d'origine en 1812. Au cours des quatre années de ses relations avec la société, il envoya dix-sept dessins à ses expositions. À cette époque, son art s'était orienté vers le maniérisme. Il meurt à Londres en 1830.

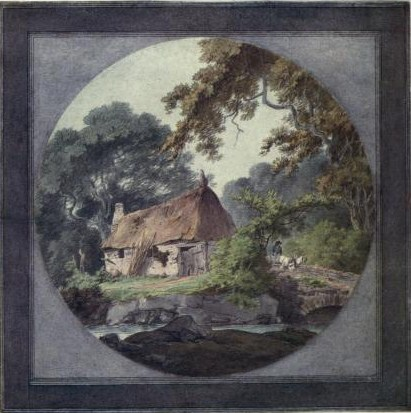
Cabane près de Yalmton, Devon.
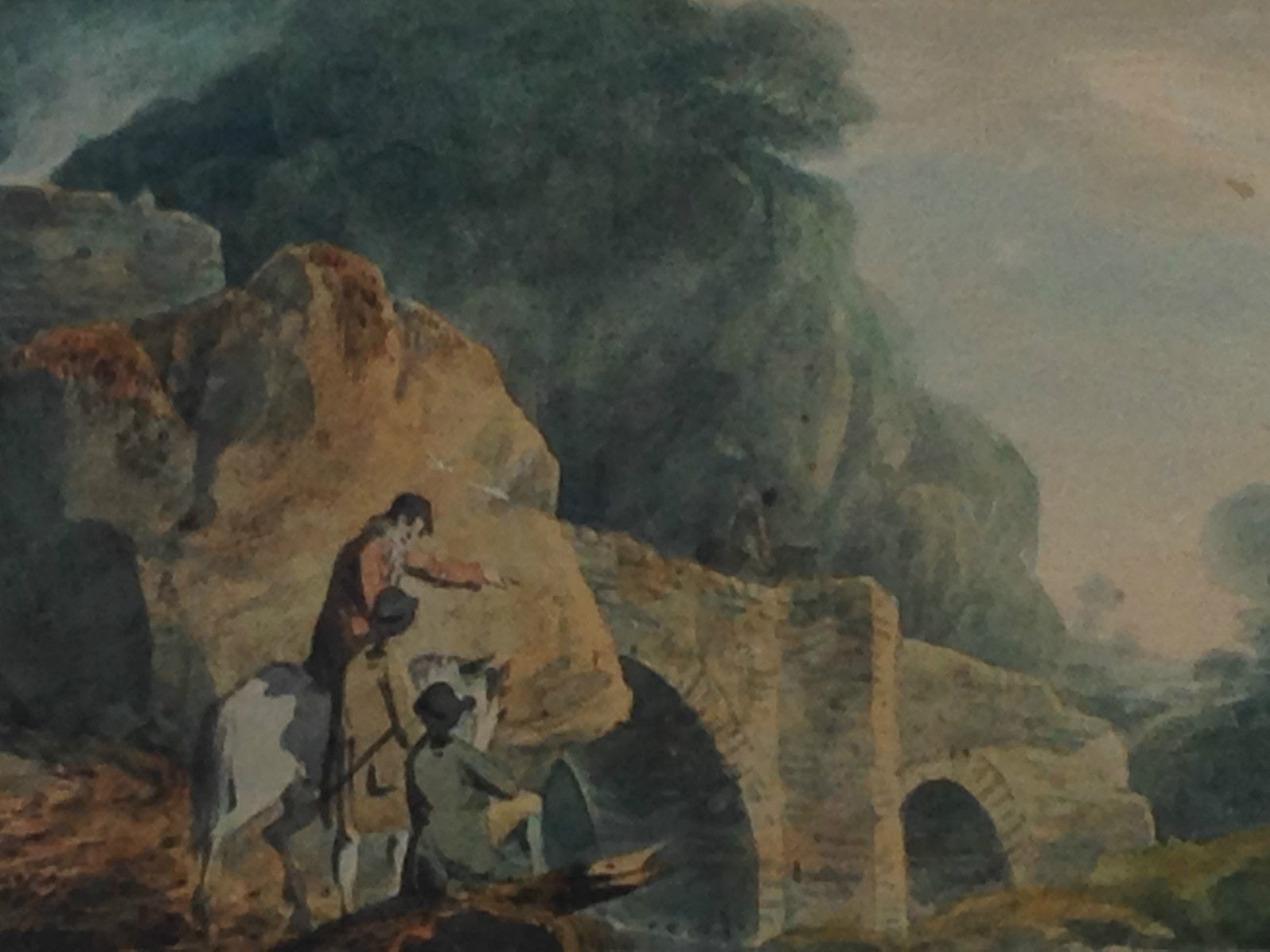
Upon the Yealm Devon, 1791.

### Lectures complémentaires
- Basil S. William Payne, peintre aquarelliste travaillant de 1776 à 1830, Londres, Walker's Galleries, 1922.
- Pierre. Le Devon de Payne, Exeter, Devon Books, 1986.
- David. William Payne : une expérience à Plymouth, Exeter, Royal Albert Memorial Museum, 1992.